# Église Saint-André de Lija
L'église Saint-André est une église catholique située à Lija, à Malte.

## Historique
Ce fut la première église construite à Lija. Elle a été rebâtie en 1624.